# 엘레판타 동굴
엘레판타 동굴(마라티어: घारापुरीच्या लेण्या)은 뭄바이 근해의 아라비아해에 있는 엘레판타섬의 석굴 사원이다. 시바 신앙의 중심지이며, 굽타 제국 시대에 건설이 시작되었다고 한다. 1987년 유네스코 세계유산에 등재되었다.

## 같이 보기
- 아잔타 석굴
- 엘로라 석굴
- 고아 이단심문소